# Onthophagus aerumnosus
Onthophagus aerumnosus är en skalbaggsart som beskrevs av Vladimir Balthasar 1963. Onthophagus aerumnosus ingår i släktet Onthophagus och familjen bladhorningar. Inga underarter finns listade i Catalogue of Life.